# Allan Gauden
Allan Gauden (Ashington, 20 novembre 1944 – 29 aprile 2020) è stato un calciatore e allenatore di calcio inglese, di ruolo centrocampista.

## Biografia
Lasciato il mondo del calcio, tornò nel natio Nord Est ove entrò nel corpo dei Vigili del fuoco.

## Carriera
Si forma nell'Esh Winning ed entra a far parte delle giovanili del Sunderland nel 1962, entrando a far parte della prima squadra dei Black Cats. A partire dalla stagione 1965-1966 entrò a far parte della prima squadra, giocando tre campionati nella massima serie inglese. Gauden è stato il primo giocatore del Sunderland ad essere utilizzato come sostituto in campionato e coppa.
Nell'estate 1967 con il Sunderland disputò il campionato nordamericano organizzato dalla United Soccer Association: accadde infatti che tale campionato fu disputato da formazioni europee e sudamericane per conto delle franchigie ufficialmente iscritte al campionato, che per ragioni di tempo non avevano potuto allestire le proprie squadre. Il Sunderland rappresentò i Vancouver Royal Canadians, che conclusero la Western Division al quinto posto finale.
Nell'ottobre 1968 viene ingaggiato dal Darlington, club di quarta serie, rimanendovi sino al febbraio 1972 quando passa al Grimsby Town voluto dall'allenatore Lawrie McMenemy, con cui vince la Fourth Division 1971-1972, ottenendo la promozione in terza serie.
Nell'agosto 1973 passa per volontà del suo ex compagno di squadra al Sunderland Len Ashurst all'Hartlepool Utd, squadra di terza serie, con cui rimane sino al dicembre dell'anno seguente, quando segue Ashurst al Gillingham, società sempre militante nella Third Division. Con i Gills gioca sino al 1976 quando ha le ultime esperienze agonistiche al Blyth Spartans e Bishop Auckland.
Ha inoltre una breve esperienza come allenatore del Durham City.

## Palmarès
- Fourth Division: 1

Grimsby Town: 1971-1972